# Петрополисское соглашение
Петропо́лисское соглаше́ние — договор о территориальном разграничении, заключённый в Петрополисе 17 ноября 1903 года между Боливией и Бразилией. Подвёл черту под вооружённым противостоянием в Амазонии и положил конец существованию непризнанной Республики Акри.

## Предыстория: Республика Акри
Республика Акри была впервые провозглашена 1 мая 1899 года Луисом Гальвесом Родригесом де Ариасом. Её территория охватывала части Боливии и Перу, однако населена была практически исключительно собирателями каучука из Бразилии. В ответ, с целью контроля над этим регионом, Боливия основывает в Акри город Пуэрто-Алонсо (ныне — Порту-Акри). В 1901 году Боливия продаёт концессию на Акри американским инвесторам (The Bolivian Syndicate of New York), которые стимулировали выращивание каучуконосов во время наступившего тогда каучукового бума. Американцы также были освобождены от уплаты налогов. Местные собиратели каучука-бразильцы посчитали себя ущемлёнными в правах и восстали под руководством бразильского офицера Жозе Пласидо де Кастро. В результате этой борьбы была вновь провозглашена и восстановлена независимая Республика Акри.

## Бразильско-боливийское соглашение
После провозглашения независимости Акри Боливия и Бразилия договорились об обмене территориями. К Бразилии перешёл регион, образующий её нынешний штат Акри. Боливии же она передала 3000 км² своей территории, находившейся между реками Рио-Мадейра и Абунан. Договор в Петрополисе также предусматривал выплату Боливии 2 миллионов фунтов стерлингов и строительство бразильцами железной дороги от бразильского пограничного города Гуажара-Мирин до боливийского города Риберальта. Впрочем, эта линия так и не была построена. В это соглашение был также включён пункт о том, что будут урегулированы и бразильско-перуанские пограничные спорные вопросы. В 1909 году при посредничестве Аргентины между этими государствами в Рио-де-Жанейро завершились переговоры, по которым, согласно Петрополисскому соглашению, Перу получил 39000 км² бразильской территории. Американскому синдикату была выплачена компенсация величиной в 110 тысяч фунтов стерлингов.